# Skagervik
Skagersvik è un'area urbana della Svezia situata nel comune di Gullspång, contea di Västra Götaland.
La popolazione rilevata nel censimento 2010 era di 250 abitanti .